# Bataille de Cadix (1656)
Pour les articles homonymes, voir Bataille de Cadix.
Guerre anglo-espagnole (1654-1660)
La bataille de Cadix livrée le 9 septembre 1656 est un affrontement naval entre la flotte des Indes espagnole et la marine anglaise, qui a pris position devant Cadix pour en assurer le blocus. C'est un épisode de la guerre qui oppose ces deux pays de 1654 à 1660.

## Déroulement

### Flotte anglaise
L'amiral anglais Robert Blake, secondé par le colonel Edward Mountague, est envoyé avec une flotte par Olivier Cromwell avec mission d'assurer le blocus des côtes espagnoles. Le 20 avril, la flotte anglaise arrive devant Cadix et commence alors pour elle une pénible, monotone et stérile période de surveillance et de patrouille. Les Espagnols ne sortent pas de leurs ports, à l'exception de quelques galères, qui narguent les bâtiments adverses et sont trop rapides pour être rattrapées et l'expédition anglaise n'est pas assez puissante pour tenter des opérations d'envergure. Ainsi, l'attaque de Gibraltar, envisagée un instant, est annulée faute de troupes.
L'escadre s'est divisée, Blake emmenant une partie de ses navires croiser devant Lisbonne et laissant 8 vaisseaux en surveillance devant Cadix sous le commandement du capitaine Richard Stayner qui comprend :
| Nom du vaisseau | Nom du capitaine     | Armement                   |
| --------------- | -------------------- | -------------------------- |
| Speaker         | Richard Stayner (en) | Frégate armée de 52 canons |
| Bridgwater      | A. Earning           | Frégate armée de 52 canons |
| Providence      | Mackey               | Frégate armée de 32 canons |
| Plymouth        | Littlejohn           | Frégate armée de 50 canons |
| Tredagh         | John Harman          | Frégate armée de 50 canons |
| Diamond         | Gilbert Gott         | Frégate armée de 50 canons |

### Flotte des Indes
La Flotte des Indes a quitté La Havane le 24 juillet 1656. La flotte comprend 7 navires :
| Nom du vaisseau                                            | Nom du capitaine                                                                                      | Armement                                                                                              |
| ---------------------------------------------------------- | --- | --- |
| Jesús, Maria y José                                        | Don Juan de Hoyos                                                                                     | Galion de 500 tonneaux, armé de 26 canons de bronze 400 hommes à bord                                 |
| San Francisco y San Diego Capitana                         | Général de la flotte don Marcos del Puerto                                                            | Patache de 380 tonneaux, armé de 20 canons 200 hommes à bord                                          |
| Nuestra Señora de la Popa y San Francisco Javier Almiranta | Amiral, don Francisco de Esquivel y Zárate Capitaine, don Antonio de Quintana Pilote, Gaspar González | Galion de 500 tonneaux, armé de 24 canons 200 hommes à bord                                           |
| Nuestra Señora de la Victoria                              | Juan Rodriguez Calderón                                                                               | Hourque (urca en espagnol) de 450 tonneaux, armé de 26 canons en fer et 4 en bronze 200 hommes à bord |
| Profeta Elias Nuestra Señora del Rosario y San Antonio     | Juan de la Torre                                                                                      | Hourque de 450 tonneaux, armé de 18 canons en fer et 11 en bronze 200 hommes à bord                   |
| Nuestra Señora de Rosario y San Diego                      | José de Parades                                                                                       | Hourque, armé de 24 canons 200 hommes à bord                                                          |
| -                                                          | José de Pimienta                                                                                      | Patache                                                                                               |

À bord de l'Almiranta se trouvent Don Francisco Lopez de Zúńiga (1599-1656), marquis de Baides, ancien gouverneur du Chili, qui retourne en Espagne avec son épouse, trois filles et trois fils. L'aînée des filles doit se marier avec le duc de Medinaceli dès son arrivée en Espagne, une autre est fiancée avec Juan de Hoyos. La flotte transporte 857 barres d'argent : 352 sur le Capitana, 322 sur lAlmiranta et 183 sur le Jesus,Maria y José. Il y a en plus 840 642 pesos. Le Nuestra Señora de la Victoria avait à son bord 600 000 pièces de huit (8 réaux espagnols ou piastre).
La flotte croise un bateau portugais allant aux Açores qui leur apprend qu'une flirte anglaise croise le long des côtes espagnoles mais qu'elle s'est éloignée des côtes un mois plus tôt. La flotte des Indes décide de continuer son voyage vers Cadix. Le 18 septembre, la flotte commence à voir de mont Higo et dans l'après-midi, la côte est visible, devant Ayamonte, Huelva et Arenas Gordas (es) et passe au coucher de soleil devant le couvent de Nuestra Señora de Regla de Chipiona que le Capitana salue de trois tirs de canon, puis passe devant Sanlúcar de Barrameda. On envoie la patache en avant vers Cadix pour prévenir de l'arrivée de la flotte et le capitaine du Capitana fait son rapport sur la cargaison du trésor royal se trouvant à bord. Les navires espagnols commencent leur arrivée vers Cadix avant le lever du soleil, le 19 septembre. Des voiles apparaissent à l'horizon d'abord prises pour des bateaux de pêcheurs.

### Bataille navale
Le 19 septembre, la persévérance des Anglais trouve sa récompense. Le convoi espagnol chargé de lingots d'argent est signalé en approche du port espagnol. Stayner part à sa rencontre et réussit à l'intercepter.
Le Profeta Elias est capturé par le HMS Tredagh. Don Juan Rodriguez Calderón voyant que son navire a perdu la plupart de ses hommes, met le feu au Nuestra Señora de la Victoria qui coule avant que les Anglais montent à bord. À mi journée, le Speaker, le Plymouth, le Bridgewater, le Diamond sont arrivés sur le lieu du combat naval et attaquent l' Almiranta. La plupart des soldats ayant été tués, son bateau étant sur le point d'être abordé, l'amiral don Francisco de Esquivel décide de mettre le feu à son bateau. L' Almiranta explose. Le marquis de Baides, son épouse et une de ses filles sont tués. Ses trois fils et deux de ses filles après s'être jetés à la mer sont faits prisonniers ainsi que l'amiral. Le Jesús, Maria y José de Juan de Hoyos essaie de s'échapper en se dirigeant vers le port de Cadix mais rattrapé et canonné, Juan de Hoyos est blessé grièvement et le bateau doit se rendre. Don Juan de Hoyos meurt de ses blessures dans l'hôpital de Lagos, le 22 octobre, à l'âge de 46 ans. Le Nuestra Señora de Rosario y San Diego réussit à rejoindre Cadix. Le Capitana de don Marcos de Puerta est attaqué par plusieurs bateaux anglais, il arrive à s'en dégager, revient pour aider mais voit que l' Almiranta est en feu et décide alors de rejoindre Cadix. José de Pimenta a préféré échouer son bateau sur la plage.
Si la plupart des bâtiments ibériques parviennent à s'échapper, les Anglais en détruisent trois et en capturent deux, s'emparant à cette occasion d'un butin considérable évalué à près de 200 000 £ de l'époque.
Les Espagnols ont subi une perte estimée à 14 300 000 pièces de huit réaux, 272 pièces d'artillerie et 1 400 hommes. Les Anglais ont gagné 2 bateaux, 4 000 000 pesos et 54 pièces d'artillerie.
La nouvelle de la victoire est rapportée en Angleterre par la frégate Hampshire commandée par le capitaine Robert Storey qui arrive le 1er octobre et transmet le rapport des généraux Blake et Montagu. Elle est accueillie avec enthousiasme à Londres et conforte Cromwell dans sa conviction que la guerre navale qu'il impose à l'Espagne est à la fois efficace et rentable financièrement. Il ordonne donc à Blake de poursuivre sa mission, malgré les récriminations de ce dernier qui met en avant l'inadéquation des moyens mis à sa disposition pour la remplir et qui souligne que le succès de Steyner résulte avant tout d'un coup de chance. Cependant, le 20 avril de l'année suivante, Blake remporte à son tour une grande victoire en anéantissant la flotte de l'or espagnole devant Santa Cruz de Ténérife.

## Sources
- (en) N. A. M. Rodger, The command of the ocean : a naval history of Britain 1649-1815, New York, W.W. Norton & Company, 2006, 907 p. (ISBN 978-0-393-32847-9)
- (en) A. P. C. Bruce et William Cogar, An encyclopedia of naval history, New York, Facts on File, 1998, 440 p. (ISBN 978-0-8160-2697-5)